# جيسون كوبلر
جيسون كوبلر (بالإنجليزية: Jason Kubler)‏ مواليد 19 مايو 1993 في بريزبان، هو لاعب كرة مضرب أسترالي بدأ مسيرته كمحترف سنة 2010 يلعب باليد اليمنى ويحتل حالياً المرتبة رقم. 554 (18 يناير 2016) في تصنيف رابطة محترفي كرة المضرب. أعلى تصنيف له في الفردي كان المركز الـ 136 في سنة 2014. أعلى تصنيف له في الزوجي كان المركز الـ 446 في سنة 2014.

## روابط خارجية
- جيسون كوبلر على موقع رابطة محترفي التنس (الإنجليزية)
- جيسون كوبلر على موقع الاتحاد الدولي لكرة المضرب (الإنجليزية)
- جيسون كوبلر على موقع كأس ديفيز (الإنجليزية)
- جيسون كوبلر على موقع اتحاد التنس الأسترالي (الإنجليزية)
- جيسون كوبلر على موقع خلاصة التنس.كوم (الإنجليزية)
- جيسون كوبلر على موقع إي إس بي إن.كوم (الإنجليزية)